# Lee Jae-sung (cầu thủ bóng đá, sinh năm 1988)
Đây là một tên người Triều Tiên, họ là Lee.
Lee Jae-sung (tiếng Hàn: 이재성; Hanja: 李宰誠; sinh ngày 5 tháng 7 năm 1988) là một hậu vệ bóng đá Hàn Quốc.

## Danh hiệu
Ulsan Hyundai
- Giải vô địch bóng đá các câu lạc bộ châu Á (1): 2012